# Fiat Tipo 5
La Fiat Tipo 5 è un'autovettura di lusso costruita dalla Fiat dal 1910 al 1916. È stata anche conosciuta come "Fiat 50-60 HP".
Montava un motore con quattro cilindri da 9.017 cm³ di cilindrata (130 x 170 mm) erogante una potenza di 75 cv che faceva raggiungere alla vettura la velocità massima di 100 km/h. L'accensione era a magnete e la trasmissione era a giunto cardanico.
La "Tipo 5" è stata una vettura di gran lusso appartenente ad un'alta gamma e sostituì la Fiat 50 HP.
Sarà la prima vettura ad adottare nel 1914  la vetratura curva per il parabrezza ed il lunotto posteriore. A partire dal 1915 l'impianto elettrico a 12 V sarà di serie.